# Pseudanthessius chelifer
Pseudanthessius chelifer är en kräftdjursart som beskrevs av Thompson och Scott 1903. Pseudanthessius chelifer ingår i släktet Pseudanthessius och familjen Pseudanthessiidae. Inga underarter finns listade i Catalogue of Life.